# Spania Habsburgică
Spania Habsburgică se referă la istoria Spaniei din secolele XVI-XVII (1506–1700), când Spania a fost condusă de către dinastia Habsburg. Conducătorii Habsburgi (în special Carol I și Filip al II-lea) au atins apogeul influenței și puterii, controlând teritorii din Americas, Indiile de Est Spaniole, Țările de Jos Spaniole și teritorii care în prezent sunt ale Franței și Germanie în Europa, Imperiul Portughez între 1580 și 1640, și diferite alte teritorii mici cum ar fi enclavele Ceuta și Oran din Nordul Africii. Cu desăvârșire, Spania Habsburgică a fost pentru mai bine de un secol, cea mai mare putere din lume. În consecință, această perioadă din istoria Spaniei mai este numită "Perioada Expansiunii".
Sub Habsburgi, Spania a dominat Europa politic și militar, pentru o bună perioadă din secolele al XVI-lea și al XVII-lea, dar a cunoscut un declin gradual a influenței în a doua perioadă a secolului al XVII-lea, sub ultimii regi Habsburgi.
Perioada Habsburgică de asemenea a fost numită Secolul de aur al înfloririi culturale. Printre cele mai remarcabile figuri din această perioadă sunt: Teresa of Ávila, Pedro Calderón de la Barca, Miguel de Cervantes, El Greco, Domingo de Soto, Francisco Suárez, Diego Velázquez și Francisco de Vitoria.

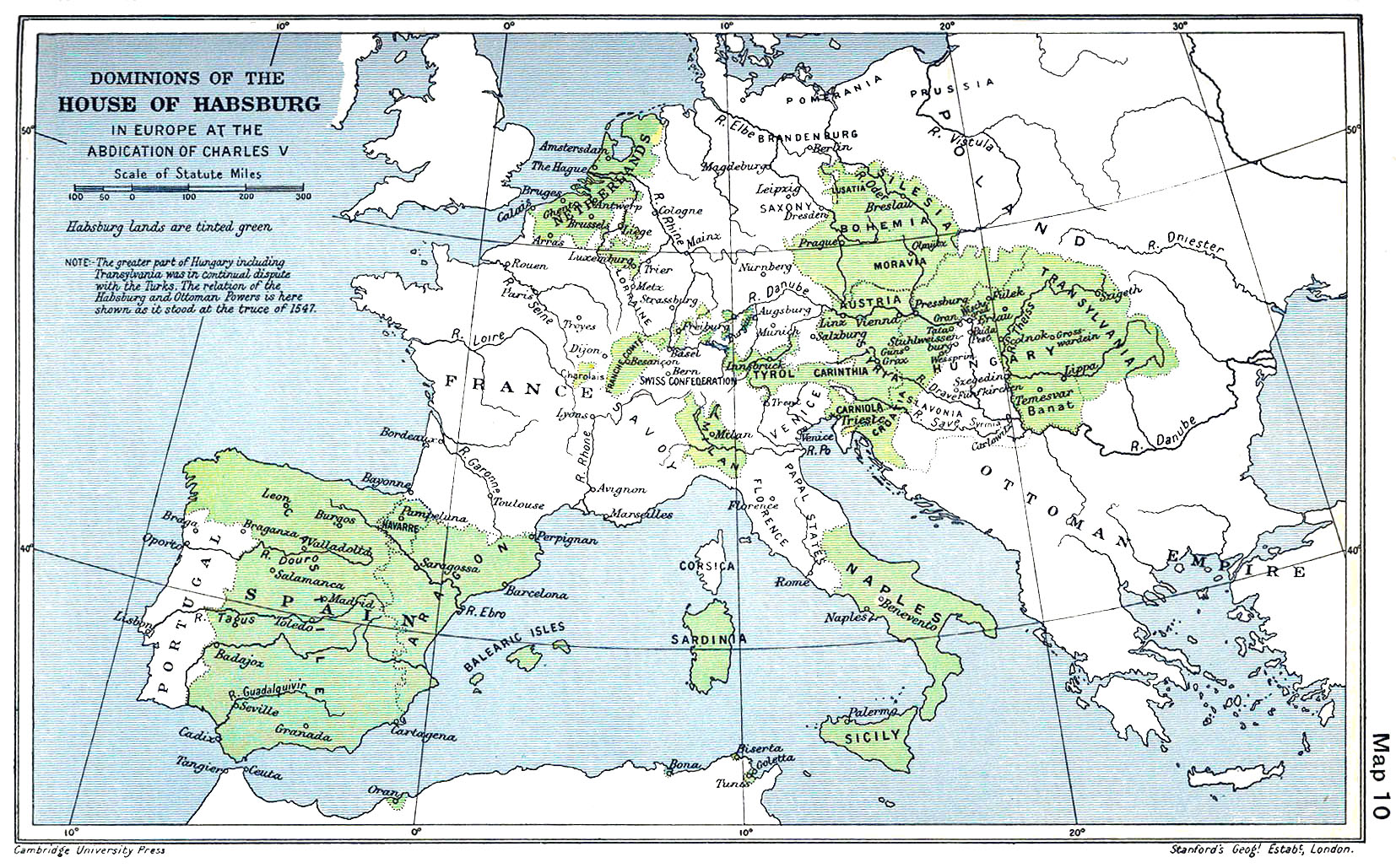
O hartă a dominioanelor Habsburgilor după Batălia de la Mühlberg (1547) reprezentată în The Cambridge Modern History Atlas (1912); pământurile Habsburgilor sunt colorate în verde.

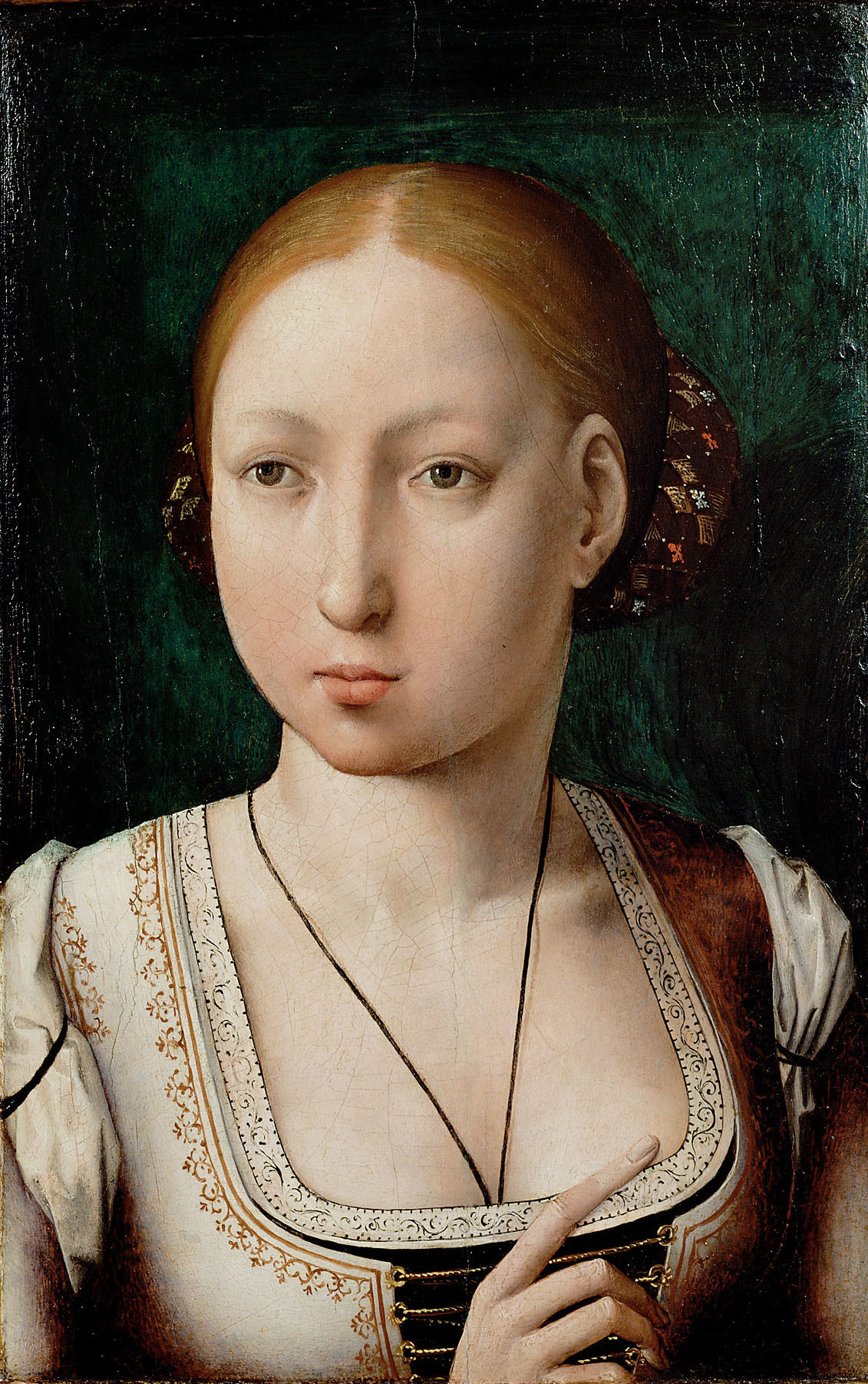
Joanna a Castiliei

|  |  |